# Булгакова, Варвара Афанасьевна
Варвара Афанасьевна Булгакова (в замужестве Карум; 23 октября [4 ноября] 1895, Киев — 11 сентября 1956, Новосибирск) — сестра русского писателя и драматурга Михаила Булгакова. Прототип персонажа Елены Турбиной-Тальберг в романе «Белая гвардия».

## Биография

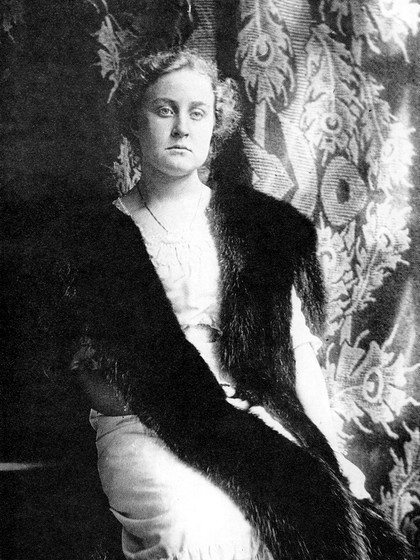
В. А. Булгакова, фотопортрет, 1920-е годы

Родилась в семье Афанасия Ивановича и Варвары Михайловны Булгаковых. Окончила киевскую Екатерининскую женскую гимназию, потом поступила в Киевскую консерваторию на отделение фортепиано в класс Густава Нейгауза.
В мае 1917 года вышла замуж за кадрового офицера, участника Первой мировой войны и выпускника Александровской военно-юридической академии, капитана Леонида Сергеевича Карума (1888—1968), уроженца Митавы, из прибалтийских немцев (в «Белой гвардии» и «Днях Турбиных» — Тальберг).
Окончив три курса консерватории, Булгакова вынуждена прервать обучение в 1917 году в связи с переездом в Петроград, а затем в Москву вслед за супругом. В Москве поступила на немецкое отделение заочных Московских высших курсов иностранных языков.
В Великую войну (1914—1918) Л. С. Карум воевал на Юго-Западном фронте в составе 3-й армии, 9-го армейского корпуса, 5-й пехотной дивизии, 19-го пехотного Костромского полка, имел боевые награды. Был откомандирован с фронта на учебу в Петроград, в 1917 году окончил там Военно-юридическую академию. В начале 1918 года успешно сдал экзамены на гражданского юриста в Московском университете. Карум действительно служил у гетмана П. П. Скоропадского, потом — в белой Астраханской армии полковником, председателем суда. С осени 1919 года Леонид Сергеевич — в Добровольческой армии, служит преподавателем в стрелковой школе в Феодосии.
В мае 1918 года чета Карум вернулась в Киев.

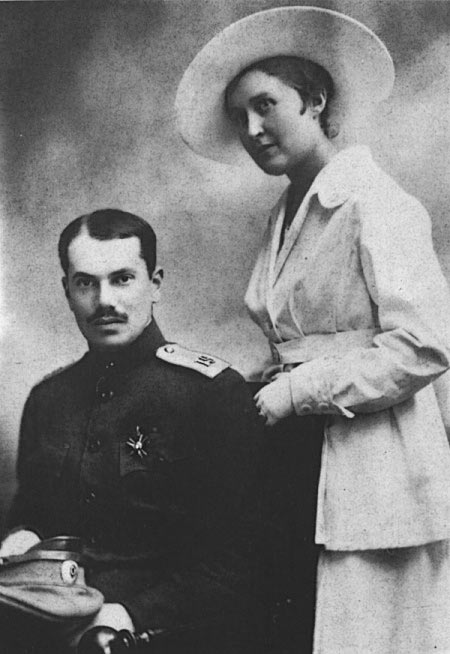
Варвара и Леонид Карум, свадебная фотография, май 1917 года

В апреле 1920 года, когда главнокомандующим стал П. Н. Врангель, Карум ушёл из училища и стал военным представителем при латвийском консуле в Крыму, а также работал юристом в Феодосийском уездном кооперативном союзе. Карум с женой остался в Феодосии и при красных опять стал преподавать в стрелковой школе. В Феодосии у них 10 апреля 1921 года родилась дочь Ирина. В 1921 году семья переезжает в Симферополь, потом возвращается в Киев.

Дочь Ирина вспоминала: 
«Я жила в верующей семье. Мама, в отличие от своих сестёр, ходила в церковь, в нашем доме в Киеве бывало духовенство… Мама жила с бабушкой, Варварой Михайловной, до последних дней её жизни… В доме царил христианский дух Булгаковых».
Закончив дополнительные курсы бухгалтеров, В. А. Булгакова устраивается счетоводом-делопроизводителем, а затем старшим бухгалтером на киевском заводе «Большевик», даёт частные уроки музыки, ведёт музыкальную работу в детском саду, преподаёт немецкий при заводе, занимается на курсах иностранных языков, по окончании которых получает квалификацию переводчика и преподавателя немецкого языка. Муж Булгаковой был военруком военной кафедры в Киевском институте народного хозяйства и преподавал в Высшей военной школе имени С. С. Каменева.
5 ноября 1929 года Карум был арестован как бывший белый офицер и обвинён в участии в мифическом заговоре. Через два месяца, 9 января 1930 года, Карума отпустили — помогло заступничество нескольких большевиков, которым Карум помогал в 1920 году в крымском подполье. Однако из училища и института его уволили. В 1931 году он был вновь арестован и на этот раз отправлен на три года в концлагерь в Минусинск, а после освобождения сослан в Новосибирск. Варвара Афанасьевна узнала, где находится муж, только в 1932 году, в 1934 году, когда Карума освободили, она продала квартиру в Киеве и с дочерью переехала к ссыльному мужу в Новосибирск. Там она в школе завода горного оборудования преподавала немецкий язык. В 1937 году Карума снова объявили «врагом народа», и семья осталась без средств к существованию. В 1938 году Варвара Афанасьевна была реабилитирована и смогла устроиться учителем немецкого языка в школу № 42, параллельно она заочно учится в Новосибирском педагогическом институте на немецком отделении факультета иностранных языков. После окончания института продолжает преподавать немецкий язык в школе.
Умерла в Новосибирске в 1956 году в психиатрической лечебнице от последствий сильнейшего склероза[прояснить]. Похоронена на Заельцовском кладбище Новосибирска.
Ирина Леонидовна Карум (1921—2006) стала врачом. Во время Великой Отечественной войны работала в эвакогоспитале. Жила в Новосибирске, работала в новосибирской клинике Института травматологии и хирургии.

## Воспоминания родственников
- Первая жена М. А. Булгакова Т. Н. Лаппа вспоминала: "… Варя его (Л. С. Карума) любила. Она потом Михаилу такое ужасное письмо прислала: «Какое право ты имел так отзываться о моём муже… Ты вперёд на себя посмотри. Ты мне не брат после этого…»
- Вторая жена писателя Л. Е. Белозерская вспоминала: «Посетила нас и сестра Михаила Афанасьевича Варвара, изображённая им в романе „Белая гвардия“ (Елена), а оттуда перекочевавшая в пьесу „Дни Турбиных“. Это была миловидная женщина с тяжёлой нижней челюстью. Держалась она, как разгневанная принцесса: она обиделась за своего мужа, обрисованного в отрицательном виде в романе под фамилией Тальберг. Не сказав со мной и двух слов, она уехала. Михаил Афанасьевич был смущён». Эта сцена произошла в 1925 году, и с тех пор контакты сестры с Булгаковым почти прекратились.

## Память

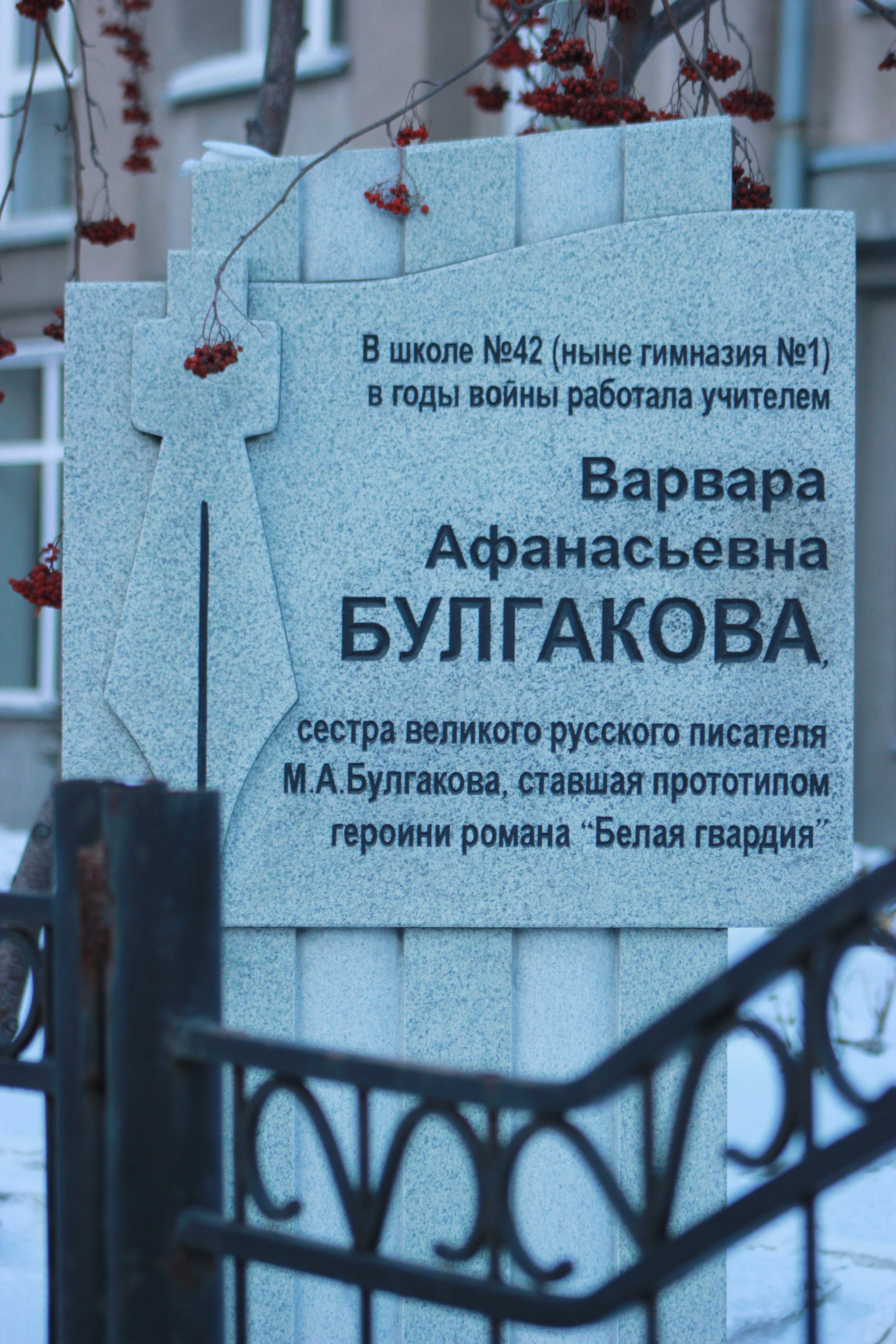
Памятная стела Булгаковой В. А. в Новосибирске

- На территории новосибирской гимназии № 1 установлена памятная стела с надписью «В школе № 42 (ныне гимназия № 1) в годы войны работала учителем Варвара Афанасьевна Булгакова, сестра великого русского писателя Михаила Булгакова, ставшая прототипом героини романа „Белая гвардия“»[4].
- 23 октября 2013 года, в день рождения Варвары Булгаковой, ей и её мужу, Леониду Каруму, на общем захоронении Заельцовского кладбища г. Новосибирска был установлен памятник. Мероприятие было организовано в рамках историко-мемориальной программы «Белый тополь» по сохранению памяти о выдающихся людях, чья судьба была связана с городом[5].